# Ernest Depas
Lambert Joseph Ernest Depas (né le 2 décembre 1809 à Liège, décédé le 23 février 1889 à Levallois-Perret) est un violoniste et compositeur belge.

## Biographie
Ernest Depas est le fils du maître de danse Pierre-Joseph Depas. Il fait ses études musicales de violon à l'école royale de musique de Liège dès 1827 puis suit le cours d'harmonie en 1829. 
Il émigre rapidement en France où il travaille à Chartres en 1834 comme chef d'orchestre du Théâtre lyrique puis  à Nantes comme violon solo au Grand Théâtre et dans des théâtres parisiens.
Il est l'auteur prolifique de nombreux arrangements, fantaisies, transcriptions, trios, quatuors, nocturnes, caprices, comme par exemple :
- 20 études caractéristiques pour violon, op. 109
- Le carnaval de Venise
- Nuit de été, op. 119
- 40 Études dans différents styles, op. 118
- Le progrès, op. 124
- Piano Trio no 10, op. 135

Le clarinettiste Hyacinthe Klosé a utilisé de nombreuses pièces d'Ernest Depas pour les adapter à la clarinette. 
Il est également l'auteur d'œuvres pédagogiques: Méthode complète de violon, op. 28, École Élémentaire du style moderne, Études de mécanisme, Le Dècamèron des jeunes violonistes, et École italienne du style moderne.
Arthur Pougin, dans la Biographie universelle des musiciens et bibliographie générale de la musique, juge très sévèrement l'ensemble du travail d'Ernest Depas.

« Un nombre infini de fantaisies, thèmes varié, morceaux de genre sur des airs célèbres ou des motifs d'opéras en vogue, des trios pour piano, violon et violoncelle, etc., etc., etc. Je ne sais si cette production infatigable intéresse le public, mais elle laisse les artistes profondément indifférents. »

— Arthur Pougin, Biographie universelle des musiciens et bibliographie générale de la musique
Il est nommé en 1885 officier de l'instruction publique en France.
En 1886, le roi Léopold II le décore de son Ordre.
Veuf en 1886, souffrant et immobilisé, il se remarie cependant en son domicile le 19 janvier 1889, soit un mois avant sa mort, survenue le 23 février suivant à Levallois-Perret.